# Anthology 1
Az Anthology 1 a The Beatles válogatásalbuma, amelyet 1995. november 20.-án adott ki az Apple Records a The Beatles Anthology sorozat részeként. Az 1958 és 1964 közötti időszak ritkaságait, kiadatlan műveit és a koncertek elő adásainak felvételeit tartalmazza, többek között a Stuart Sutcliffe basszusgitárossal és Pete Best dobossal készült dalokat is. Ez az Anthology 2 és Anthology 3 albumok trilógiájának első része, amelyek mindegyike a televízióban közvetített különleges The Beatles Anthology című műsorhoz kapcsolódik. Tartalmazza a Free as a Bird című dalt, az első új Beatles-dal volt 25 év után, és amely kislemezként jelent meg két héttel az albumot követően.
Az album a Billboard 200 albumlista élére került, és a RIAA 8-szoros platina minősítésre értékelte. A brit albumistán a 2. helyet érte el.
Az Anthology albumokat 2011. június 14-én újra kiadták és digitálisan elérhetővé tették az iTunes Store-ban, külön-külön és az Anthology Box Set részeként is.

## Tartalom
Az album a The Beatles 1958 és 1964 közötti korszakából származó hanganyagait, felvételeit tartalmazza a The Quarrymen korszaktól a Decca 1962. január 1-jei meghallgatáson át a Beatles for Sale album ülésszakaszáig bezárólag. Történelmi jelentőségű az album abban a tekintetben, hogy ez az egyetlen hivatalos megjelenése Pete Bestnek és Stuart Suttcliffenek mint bandatagok. Sutcliffe, a zenekar eredeti basszusgitárosa volt 1960-ban, és elszórtan felbukkan a csoport második hamburgi szezonja során rögzített Hallelujah, I Love Her So, You'll Be Mine és Cayenne cím dalokban. Addig Best, aki a hivatalos dobos volt közvetlenül a csoport első hamburgi turnéjától kezdve, 1960 augusztusától egészen 1962. augusztus 15.-ig, ameddig Ringo Starr nem váltotta fel. Az ő dobszólamai hallhatóak az első lemez 10–12., 15–19. és 21–22. számában.
Az első lemez 10–12. számát egy hamburgi ülésen vették fel, ahol a Beatles az angol rock and roll zenész, Tony Sheridan háttérzenekara volt. Ebből az ülésből néhány dal megjelent az 1962-es My Bonnie albumon, Tony Sheridan és a Beat Brothers néven említve. A My Bonnie című dal lesz az első kislemezük Angliában, amelyben Sheridan is közreműködik. A 21–22. szám az egyetlen fennmaradt felvétel a Beatles első EMI üléséről. A 22. szám a Love Me Do eredeti felvétele, amelyet a csoport négy hónappal később újra felvett első kislemezére. A 24. számban Andy White dobos játszik Ringo helyett.
A második lemezen a Morecambe és Wise népszerű tévéműsorának, a Two of a Kind-nak a fellépéseit tartalmazza, valamint a The Ed Sullivan Show-ból ismert híres fellépésük nyitódalát, amely 1964-ben híressé tette a bandát az Egyesült Államok nagy részében.
Az album fénypontja a Free as a Bird című dal jelentette. A három megmaradt Beatle, Paul McCartney, George Harrison és Ringo Starr egy John Lennon által hátrahagyott demófelvételt dolgozott fel újra, amelyet Lennon özvegye, Yoko Ono adott át Paul-nak. A producer a Harrison's Travelling Wilburys bandatársa, Jeff Lynne volt, a még élő bandatagok zenét és szöveget, hangszerelést és háttéréneket adtak hozzá, McCartney és Harrison pedig vokálozott.
A BBC Radio-ban rögzített Lend Me Your Comb dalt a Live at the BBC albumról levették, hogy felkerüljön erre az albumra, de később az On Air – Live at a BBC Volume 2-en is felkerült.

## Az album borítója
Az Anthology 1 borítója az Anthology kollázsa első harmada, amelyet Klaus Voormann és Alfons Kiefer készített. Különféle fényképeket és albumborítókat gyűjtenek össze, majd téptek szét. Pete Best arca az albumborító közepén található Savage Young Beatles lemezborítón elszakadt, így lent látható utódjának, Ringo Starrnak az arca. Az Anthology 1 borítóján a bal szélső fényképen látható a legjobban.
A fénykép hiányzó részét később a Best 2008-as Haymans Green című albumának borítóján használták fel, amit egy rajongó "Pete Best bosszújaként" jellemzett.

## Fogadtatás
Az album nagy sikert aratott az egész világon. Ez volt az első Beatles-album, amely az első helyre került a Billboard 200 albumlistáján. Az első héten 855 473 példányban kelt el, ami a Soundscan történetének 27. legnagyobb egyhetes eladása, megelőzve Garth Brooks Fresh Horses albumát. A második héten az Anthology 1-ből 1 453 000 példányban kelt el, és megőrizte az első helyet. Ezt a következő héten megismételték, 435 000 eladott példánnyal. A negyedik héten ugyanennyit adtak el, de az album akkor már a második helyre esett vissza, Mariah Carey Daydream albuma mögé. A következő héten az album a harmadik helyre esett, de 601 000 eladott lemeznél járt. Az Anthology 1-et a RIAA 3-szoros platina minősítésre értékelte hat hét után az Egyesült Államok piacán. Összességében az album 29 hetet töltött a Billboard 200-on, 2001 áprilisában összesen 3 639 000 eladást ért el. Az Egyesült Királyságban hasonló volt a reakció, de az album a második helyen végzett, a Robson & Jerome névadó albuma mögött. Ausztráliában az album két hetet töltött az első helyen 1995 decemberében.

## Az album dalai
Minden zeneszám sztereóban hallható, kivéve a beszélgetéseket és ahol fel van tüntetve.
Minden szám Lennon–McCartney szerzemény, kivéve a beszélgetéseket és ahol fel van tüntetve.

### Első oldal
| Sorszám | Cím | Szerzők                                                     | A felvétel ideje, helye                                                                                   | Hossza |
| ------- | --- | ----------------------------------------------------------- | --- | ------ |
| 1.      | Free as a Bird                                                                                             | John Lennon, Paul McCartney, George Harrison és Ringo Starr | 1977 körül, 1994 február és március között, a New York-i Dakota-ház, valamint a sussex megyei Mill studió | 4:25   |
| 2.      | "We were four guys ... that's all"                                                                         |                                                             | 1970. december 8., New York                                                                               | 0:12   |
| 3.      | That'll Be the Day (monó)                                                                                  | Jerry Allison, Buddy Holl és Norman Petty                   | 1958. július 12., a liverpool-i Phillips' Sound Recording Services                                        | 2:08   |
| 4.      | In Spite of All the Danger (monó)                                                                          | Paul McCartney és George Harrison                           | 1958. július 12., a liverpool-i Phillips' Sound Recording Services                                        | 2:45   |
| 5.      | "Sometimes i'd borrow ... those still exist"                                                               |                                                             | 1994. november 3., London                                                                                 | 0:18   |
| 6.      | Hallelujah, I Love Her So (demó felvétel, monó)                                                            | Ray Charles                                                 | 1960, a londoni Forthlin Road 20. szám alatti ház                                                         | 1:13   |
| 7.      | You'll Be Mine (demó felvétel, monó)                                                                       |                                                             | 1960, a londoni Forthlin Road 20. szám alatti ház                                                         | 1:39   |
| 8.      | Cayenne (demó felvétel, monó)                                                                              | Paul McCartney                                              | 1960, a londoni Forthlin Road 20. szám alatti ház                                                         | 1:14   |
| 9.      | "First of all ... it didn't do a thing here"                                                               |                                                             | 1962. október 27., Hulme Hall, Port Sunlight                                                              | 0:07   |
| 10.     | My Bonnie                                                                                                  | hagyományos népdal, feldolgozta Tony Sheridan               | 1961. június 22., a hamburgi Friedrich-Ebert-Gymnasium                                                    | 2:42   |
| 11.     | Ain't She Sweet                                                                                            | Milton Ager, Jack Yellen                                    | 1961. június 22., a hamburgi Friedrich-Ebert-Gymnasium                                                    | 2:13   |
| 12.     | Cry for a Shadow                                                                                           | John Lennon és George Harrison                              | 1961. június 22., a hamburgi Friedrich-Ebert-Gymnasium                                                    | 2:22   |
| 13.     | "Brian was a beautiful guy ... he presented us well"                                                       |                                                             | 1971. októbere, New York                                                                                  | 0:10   |
| 14.     | "I secured them ... a Beatle drink even then"                                                              | Brian Epstein A Cellarful of Noise című művéből             | 1964. október 13. EMI studiója                                                                            | 0:18   |
| 15.     | Searchin' (monó)                                                                                           | Jerry Leiber, Mike Stoller                                  | 1962. január 1., a londoni Decca Records studiója                                                         | 3:00   |
| 16.     | Three Cool Cats (monó)                                                                                     | Jerry Leiber, Mike Stoller                                  | 1962. január 1., a londoni Decca Records studiója                                                         | 2:25   |
| 17.     | The Sheik of Araby (monó)                                                                                  | Harry B. Smith, Francis Wheeler és Ted Snyder               | 1962. január 1., a londoni Decca Records studiója                                                         | 1:43   |
| 18.     | Like Dreamers Do (monó)                                                                                    |                                                             | 1962. január 1., a londoni Decca Records studiója                                                         | 2:36   |
| 19.     | Hello Little Girl (monó)                                                                                   |                                                             | 1962. január 1., a londoni Decca Records studiója                                                         | 1:40   |
| 20.     | 'Well, the recording test ... by my artist"                                                                | Epstein                                                     | 1964. október 13. EMI studiója                                                                            | 0:32   |
| 21.     | Bésame Mucho (monó)                                                                                        | Consuelo Velázquez, Sunny Skylar                            | 1962. június 6., EMI studió                                                                               | 2:37   |
| 22.     | Love Me Do (monó)                                                                                          |                                                             | 1962. június 6., EMI studió                                                                               | 2:32   |
| 23.     | How Do You Do It (monó)                                                                                    | Mitch Murray                                                | 1962. szeptember 4., EMI studió                                                                           | 1:57   |
| 24.     | Please Please Me (monó)                                                                                    |                                                             | 1962. szeptember 11., EMI studió                                                                          | 1:59   |
| 25.     | One After 909 (részlet) (monó változat a 3, 4 és 5 felvételekből)                                          |                                                             | 1963. március 5., EMI studió                                                                              | 2:23   |
| 26.     | One After 909 (teljes) (monó változat a 4 és 5 felvételekből)                                              |                                                             | 1963. március 5., EMI studió                                                                              | 2:56   |
| 27.     | Lend Me Your Comb (a Pop Go The Beatles műsorból, monó)                                                    | Kay Twomey, Fred Wise, Ben Weisman                          | 1963. július 2., a londoni Maida Vale Studios                                                             | 1:50   |
| 28.     | I'll Get You                                                                                               |                                                             | 1963. október 13., a The London Palladium                                                                 | 2:08   |
| 29.     | "We were performers ... in Britain"                                                                        |                                                             | 1970. december 7., New York                                                                               | 0:12   |
| 30.     | I Saw Her Standing There (The Beatles, Pop Group from Liverpool Visiting Stockholm felvételeiből; monó)    |                                                             | 1963. október 24., a stockholmi Karlaplansstudion                                                         | 2:49   |
| 31.     | From Me to You (The Beatles, Pop Group from Liverpool Visiting Stockholm felvételeiből; monó)              |                                                             | 1963. október 24., a stockholmi Karlaplansstudion                                                         | 2:05   |
| 32.     | Money (That's What I Want) (The Beatles, Pop Group from Liverpool Visiting Stockholm felvételeiből; monó)  | Janie Bradford, Berry Gordy                                 | 1963. október 24., a stockholmi Karlaplansstudion                                                         | 2:52   |
| 33.     | You Really Got a Hold on Me (The Beatles, Pop Group from Liverpool Visiting Stockholm felvételeiből; monó) | Smokey Robinson                                             | 1963. október 24., a stockholmi Karlaplansstudion                                                         | 2:58   |
| 34.     | Roll Over Beethoven (The Beatles, Pop Group from Liverpool Visiting Stockholm felvételeiből; monó)         | Chuck Berry                                                 | 1963. október 24., a stockholmi Karlaplansstudion                                                         | 2:22   |

### Második oldal
| Sorszám | Cím                                                               | Szerzők                                            | A felvétel ideje, helye                              | Hossza |
| ------- | ----------------------------------------------------------------- | -------------------------------------------------- | ---------------------------------------------------- | ------ |
| 1.      | She Loves You (a Royal Variety Performance felvételei, monó)      |                                                    | 1963. november 4., a londoni Prince of Wales Theatre | 2:50   |
| 2.      | Till There Was You (a Royal Variety Performance felvételei, monó) | Meredith Wilson                                    | 1963. november 4., a londoni Prince of Wales Theatre | 2:54   |
| 3.      | Twist and Shout (a Royal Variety Performance felvételei, monó)    | Bert Russell, Phil Medley                          | 1963. november 4., a londoni Prince of Wales Theatre | 3:05   |
| 4.      | This Boy (a Two of Kind felvételei, monó)                         |                                                    | 1963. december 2., a londoni BBC Elstree Centre      | 2:22   |
| 5.      | I Want to Hold Your Hand (a Two of Kind felvételei, monó)         |                                                    | 1963. december 2., a londoni BBC Elstree Centre      | 2:37   |
| 6.      | "Boys, what I was thinking..."                                    |                                                    | 1963. december 2., a londoni BBC Elstree Centre      | 2:06   |
| 7.      | Moonlight Bay                                                     | Edward Madden, Percy Wenrich                       | 1963. december 2., a londoni BBC Elstree Centre      | 0:50   |
| 8.      | Can't Buy Me Love (1 és 2 felvétel)                               |                                                    | 1964. január 29. a párizsi Pathé Marconi             | 2:10   |
| 9.      | All My Loving (a The Ed Sullivan Show felvétele, monó)            |                                                    | 1964. február 9., a New York-i CBS TV 50. studiója   | 2:19   |
| 10.     | You Can't Do That (6 felvétel)                                    |                                                    | 1964. február 25., EMI studió                        | 2:42   |
| 11.     | And I Love Her (2 felvétel)                                       |                                                    | 1964. február 25., EMI studió                        | 1:52   |
| 12.     | A Hard Day's Night (1 felvétel)                                   |                                                    | 1964. április 16. EMI sutdió                         | 2:44   |
| 13.     | I Wanna Be Your Man (Around the Beatles felvételei, monó)         |                                                    | 1964. április 19., londoni IBC studió                | 1:48   |
| 14.     | Long Tally Sally (Around the Beatles felvételei, monó)            | Enotris Johnson, Richard Penniman, Robert Backwell | 1964. április 19., londoni IBC studió                | 1:45   |
| 15.     | Boys (Around the Beatles felvételei, monó)                        | Luther Dixon, Wes Farrell                          | 1964. április 19., londoni IBC studió                | 1:50   |
| 16.     | Shout (Around the Beatles felvételei, monó)                       | Rudolph Isley, Ronald Isley, O'Kelly Isley Jr.     | 1964. április 19., londoni IBC studió                | 1:31   |
| 17.     | I'll Be Back (2 felvétel)                                         |                                                    | 1964. június 1., EMI studió                          | 1:13   |
| 18.     | I'll Be Back (3 felvétel)                                         |                                                    | 1964. június 1., EMI studió                          | 1:58   |
| 19.     | You Know What to Do (demó felvétel)                               | George Harrison                                    | 1964. június 3., EMI studió                          | 1:59   |
| 20.     | No Reply (demó felvétel)                                          |                                                    | 1964. június 3., EMI studió                          | 1:46   |
| 21.     | Mr. Moonlight (1 és 4 felvétel)                                   | Roy Lee Johnson                                    | 1964. augusztus 14., EMI studió                      | 2:47   |
| 22.     | Leave My Kitten Alone (5 felvétel)                                | Little Willie John, Titus Turner, James McDougal   | 1964. augusztus 14., EMI studió                      | 2:57   |
| 23.     | No Reply (2 felvétel)                                             |                                                    | 1964. szeptember 30., EMI studió                     | 2:29   |
| 24.     | Eight Days a Week (részlet, 1, 2 és 4 felvétel)                   |                                                    | 1964. október 6., EMI studió                         | 1:25   |
| 25.     | Eight Days a Week (teljes, 5 felvétel)                            |                                                    | 1964. október 6., EMI studió                         | 2:48   |
| 26.     | Kansas City/Hey-Hey-Hey-Hey! (2 felvétel)                         | Leiber, Stoller/Penniman                           | 1964. október 18., EMI studió                        | 2:44   |

## Helyezések
| Ország                 | Legjobb helyezés |
| ---------------------- | ---------------- |
| Ausztrál albumlista    | 1, ill. 4        |
| Belga albumlista       | 2                |
| Kanadai RPM Top 100    | 1                |
| Holland albumlista     | 1                |
| Finn albumlista        | 2                |
| Francia albumlista     | 1                |
| Német albumlista       | 1                |
| Magyar albumlista      | 20               |
| Olasz albumlista       | 2                |
| Japán albumlista       | 3                |
| Új-Zélandi albumlista  | 1                |
| Norvég albumlista      | 5                |
| Svéd albumlista        | 2                |
| Svájci albumlista      | 2                |
| Brit albumlista        | 2                |
| Amerikai Billboard 200 | 1                |

## Közreműködik

### The Beatles
George Harrison – ének, szólógitár
John Lennon – ének, ritmusgitár, szájharmonika
Paul McCartney – ének, basszusgitár, ritmusgitár
Ringo Starr – ének, dob, ütőhangszerek
Pete Best – dob a My Bonnie, Ain't She Sweet, Cry for a Shadow, Searchin', Three Cool Cats, The Sheik of Araby, Like Dreamers Do, Hello Little Girl, Bésame Mucho és a Love Me Do című daloknál
Stuart Sutcliffe – basszusgitár a Hallelujah, I Love Her So, You'll Be Mine és "Cayenne" című dalokban

### További zenészek
Colin Hanton – dob a That'll Be the Day és az In Spite of All the Danger című daloknál
John Lowe – zongora a That'll Be the Day és az In Spite of All the Danger című daloknál
Tony Sheridan – ének és szólógitár a My Bonnie című dalnál
Andy White – dob a Please Please Me című dalnál

## Fordítás
Ez a szócikk részben vagy egészben  az   Anthology 1 című angol Wikipédia-szócikk fordításán alapul.  Az eredeti cikk szerkesztőit annak laptörténete sorolja fel. Ez a jelzés csupán a megfogalmazás eredetét és a szerzői jogokat jelzi, nem szolgál a cikkben szereplő információk forrásmegjelöléseként.